# The Will to Death
The Will to Death este cel de-al șaselea album solo al chitaristului american John Frusciante.